# Àustria alemanya
La república de l’Àustria alemanya o Àustria germànica va ser un estat fundat el 12 de novembre de 1918 pels membres assemblearis alemanys del Reichsrat, fruit del col·lapse de l'Imperi Austrohongarès, que va patir un desmembrament territorial a causa de les lluites de les minories nacionals de l'imperi i que van provocar l'abdicació de l'emperador Carles I l'11 d'octubre de 1918.
La població se sentia poc identificat amb Àustria i molts consideraven que en comptes de proclamar-se la república austríaca, s'havien d'integrar a la república alemanya. El 12 de març de 1919 l'Assemblea Nacional va declarar que consideraven Àustria com una part de la república alemanya. L'assemblea definí els territoris del nou estat el 22 de novembre pels dominis patrimonials dels Habsburg amb excepció dels districtes de parla italiana i eslovena, però afegint-hi els districtes veïns de Bohèmia i Moràvia de llengua alemanya.
El principi d'unió amb Alemanya fou rebutjat pels aliats, i especialment per França, el 10 de setembre de 1919 el tractat de Saint-Germain-en-Laye que van veure que aquest fet significaria veure una Alemanya més gran i forta que la de després de 1914, a pesar d'haver estat derrotada en guerra, i van obligar els austríacs a constituir-se en un estat independent, a més d'obligar-los a deixar d'utilitzar la denominació Deutsch-Österreich. A més a més, s'imposaren condicions territorials a Àustria, establint noves fronteres: al nord, la tradicional frontera amb Bohèmia i Moràvia, negant els territoris de parla alemanya al nou estat; Carniola (regió eslovena) i la part sud d'Estíria, de majoria eslovena, va passar a formar part del nou estat iugoslau; finalment el sud del Tirol fou lliurat a Itàlia. Dels gairebé deu milions i mig d'austríacs alemanys que eren reclamats pel govern de Viena, pocs més de sis milions i mig estavan en els nous límits territorials d'Àustria, repartint-se els altres pels nous estats sorgits arran del tractat.
El 21 d'octubre de 1919, l'Àustria Alemanya va esdevenir la Primera República Austríaca. El nou estat, que comprenia, d'una banda, els territoris alpins, poc poblats i d'escàs desenvolupament econòmic, i, de l'altra, l'àrea de Viena, una capital desproporcionada, que en aquell moment acumulava el 30% de la població del país i sense rerepaís, era mancat de viabilitat econòmica. Això es veié agreujat per la imposició de reparacions com a país responsable de la guerra. L'assemblea nacional elegida el 1919 acceptà sota protesta aquestes condicions tot reservant-se, però, el dret de la unió amb Alemanya. L'únic avantatge reconegut a la nova república fou l'annexió dels territoris hongaresos immediats colonitzats per alemanys i croats, els quals constituïren el nou land de Burgenland, incorporat el 1921.